# Xiaoxin Yang
Xiaoxin Yang (Chinees: 楊曉欣; Peking, China, 8 januari 1988) is een Monegaskisch tafeltennisspeelster van Chinese origine. Zij is rechtshandig en speelt met de shakehandgreep. Yang is haar achternaam.
Ze vertegenwoordigt Monaco sinds 2013 en bezit die nationaliteit sinds 2017.
Ze nam deel aan de Olympische Zomerspelen 2020 maar won geen medailles.